# Rhinogekko misonnei
Rhinogekko misonnei — вид геконоподібних ящірок родини геконових (Gekkonidae). Мешкає в Ірані.

## Поширення і екологія
Rhinogekko misonnei відомі за кількома зразками, зібраним в пустелі Деште-Лут на сході Ірану. Вони живуть у відкритих гравійних пустелях, де рослиннійсть майже відсутня.